# Encalypta asperifolia
Encalypta asperifolia är en bladmossart som beskrevs av Mitten 1869. Encalypta asperifolia ingår i släktet klockmossor, och familjen Encalyptaceae. Inga underarter finns listade i Catalogue of Life.